# Яфуриди
Яфуриди або Юфіриди (араб. ‏بنو يعفر) — єменська арабська династія, що утримувала владу у високогір'ї Ємену у 847—997 роках. Номінально визнавали сюзеренітет Аббасидських халіфів. Їх центрами були Сана та Шибам.

## Історія
Коли пряме правління Аббасидів у Ємені йшло на спад, Яфуриди з Шибама почали розширювати свій вплив у єменському нагір'ї. Вони стверджували, що є нащадками хим'ярітських царів. Перший напад на Сану 841 року зазнав поразки й до Ємену прийшло аббасидське військо з Іраку для зміцнення влади халіфа. Тим не менше, Яфуриди змогли успішно відбити атаки на свою фортецю в Шибамі. 847 року Яфуриди підкорили територію між містами Саада і Таїз. Сана потрапила до них у руки, коли правитель міста втік з Ємену. Сана на деякий час стала центром нової династії Яфуридів.
Після стабільного 25-річного правління засновник династії Яфур (Юфір) ібн Абд-ар-Рахман аль-Хівалі аль-Хім'ярі залишив 872 року державне правління своєму сину Мухаммеду. Мухаммед ібн Юфір віддавав перевагу використанню Шибама як столиці своєї держави. 873 року він отримав для себе підтвердження на правління від Аббасидського халіфа. Мухаммед правив у Сані, Джанаді й Хадрамауті, однак з повагою ставився до династії Зейдидів, що правила у низовині Тіхама.
Сана була затоплена 876 року в результаті повені, що стало мотивом для Мухаммеда здійснити паломництво до Мекку й надалі більше часу присвячувати релігії. Спадкоємець Мухаммеда, Ібрагім, убив батька і дядька у мечеті Шибама 892 (або 882) року, бажаючи позбавитись від їхніх претензій на владу. Після цього низка повстань призвела до вигнання Яфуридів з Сани.
На початку X століття тривала боротьба між зейдитами та місцевими кланами єменського високогір'я. Перший зейдитський імам аль-Хаді іля-ль-Хакк Яхая тимчасово узяв владу над Саною 901 року, але згодом був змушений залишити місто. У той же час Ібн Хаушаб та Алі ібн аль-Фадль поширювали вплив Фатімідів серед гірських племен та мали багато послідовників. Тих вождів вважають карматами, однак вони фактично були намісниками Фатімідів. Вони виявились спроможними підкорити Сану 905 року й обмежили територію Яфуридів Шибамом і Каукабаном. За часів правління Яфурида Абу Хасана Асада ібн Ібрагіма його влада поширювалась на Джауф і далі на північ. У той час влада у Сані змінювалась дуже часто. З 901 до 913 року місто завойовувалось 20 разів, було здано шляхом перевороту – 3 рази й безуспішно перебувало в облозі – 1 раз. Зрештою Яфуриди зуміли перемогти прибічників Фатімідів та переможно повернути Сану 916 року.
Абу Хасан Асад ібн Ібрагім помер 944 року та, як виявилось, він був останнім значним правителем династії Яфуридів. У середині X століття династія занепала в результаті ворожнечі між членами родини. Зейдитський імам Аль-Мухтар аль-Касім зумів захопити Сану 956 року, але був убитий того ж року вождем клану Бану Хамдан на ім'я Мухаммед ібн ад-Даххак. Останній правив державою до 963 року. Після нього правитель Хаулана на ім'я аль-Асмар Юсуф посадив на трон Яфурида Абдаллу ібн Кахтана. Він успішно атакував зейдидів 989 року, взявши в облогу Забід. Потім він припинив згадувати Аббасидів у хутбі та перейшов під сюзеренітет єгипетських Фатімідів. Абдалла помер 997 року. Його наступником став його син Асад II, за якого влада Яфуридів над Саною невдовзі припинилась, а династія більше не мала політичного значення. Династія іноді згадується у літописах лише наприкінці 1280 року.